# Lester Randolph Ford
Pour les articles homonymes, voir Ford (homonymie).
Lester Randolph Ford, Sr. (29 octobre 1886 - 11 novembre 1967) est un mathématicien américain, rédacteur en chef de l'American Mathematical Monthly de 1942 à 1946, et président de la Mathematical Association of America de 1947 à 1948. En 1964, la MAA célèbre sa contribution aux mathématiques en créant le Prix Lester Randolph Ford pour les auteurs d'articles ou de belles démonstrations publiés dans l'American Mathematical Monthly ou le Mathematics Magazine.
Il décrit en 1938 une famille de cercles, qui portent désormais son nom : les cercles de Ford. 
Il est par ailleurs le père de Lester Randolph Ford junior, connu pour un algorithme pour le problème de flot maximum, appelé algorithme de Ford-Fulkerson et découvert avec Delbert Ray Fulkerson.